# Guiguzi
Wang Xu (xinès tradicional: 王诩, xinès simplificat: 王诩Wade-Giles: Wang Hsu), més conegut pel seu pseudònim Guiguzi (xinès tradicional: 鬼谷子, xinès simplificat: 鬼谷子Wade-Giles: Kuei Ku Tzu), és un filòsof de l'antiga Xina que va viure al període dels Estats Combatents. Va ser el fundador de l'Escola de Diplomàcia de les Cent Escoles de Pensament durant eixe període. D'acord amb la creença popular, Guiguzi era un mestre de polítiques, diplomàcia, estratègia militar i endevinació del futur.
Guiguzi havia nascut en la vall Gui (归谷) en l'actualitat comtat Dengfeng, província de Henan. Com la pronunciació del caràcter xinès de "归" (significat: el retorn) és prou similar a la de "鬼" (significant: fantasma; dimoni), el lloc de naixement de Guiguzi va ser per tant popularment conegut com a "Guigu" (鬼谷; Vall Fantasma o Vall Dimoni).
Els primers registres de Guiguzi es van trobar als Registres del Gran Historiador de l'historiador Sima Qian, on s'afirma que Guiguzi va ser el mestre de diplomàtics famosos, estadistes i estrategs militars, com Su Qin, Zhang Yi, Sun Bin o Pang Juan. Guiguzi hi era afiliat també amb el taoisme i es creia que era un immortal que va viure fa centenars d'anys en el regne humà. Guiguzi també apareix com un personatge no jugable en el RPG d'acció Prince of Qin.